# أونلي (فيرجينيا)
أونلي (بالإنجليزية: Onley, Virginia)‏ هي بلدة أمريكية تقع في الولايات المتحدة في مقاطعة أكوماك (فيرجينيا). يقدر عدد سكانها بـ 516 نسمة ومساحتها 2.1 كم2 وترتفع عن سطح البحر 13 متر.

## التركيبة السكانية
حدّد مكتب تعداد الولايات المتحدة بيانات التركيبة السكانية لأونلي في تعداد الولايات المتحدة. في ما يلي، التركيبة السكانية حسب تعدادي 2000 و2010.

### تعداد عام 2000
بلغ عدد سكان أونلي 496 نسمة بحسب تعداد عام 2000، وبلغ عدد الأسر 223 أسرة وعدد العائلات 144 عائلة مقيمة في البلدة. في حين سجلت الكثافة السكانية 237.3 نسمة لكل كيلومتر مربع (614.6/ميل2). وبلغ عدد الوحدات السكنية 271 وحدة بمتوسط كثافة قدره 129.7 لكل كيلومتر مربع (335.9/ميل2).
وتوزع التركيب العرقي للبلدة بنسبة 83.27% من البيض و13.91% من الأمريكيين الأفارقة و0.20% من الأمريكيين الأصليين و0.40% من الأمريكيين ذوي الأصول الآسيوية و1.61% من الأعراق الأخرى و0.60% من عرقين مختلطين أو أكثر و1.41% من الهسبانيون أو اللاتينيون من أي عرق.
بلغ عدد الأسر 223 أسرة كانت نسبة 25.6% منها لديها أطفال تحت سن الثامنة عشر تعيش معهم، وبلغت نسبة الأزواج القاطنين مع بعضهم البعض 48% من أصل المجموع الكلي للأسر، ونسبة 11.2% من الأسر كان لديها معيلات من الإناث دون وجود شريك،  بينما كانت نسبة 5.4% من الأسر لديها معيلون من الذكور دون وجود شريكة وكانت نسبة 35.4% من غير العائلات. تألفت نسبة 32.7% من أصل جميع الأسر من عدة أفراد يعيشون في نفس المنزل ونسبة 20.6% كانت تتألف من شخص يعيش بمفرده يبلغ من العمر 65 عاماً أو أكثر. وبلغ متوسط حجم الأسرة المعيشية 2.22، أما متوسط حجم العائلات فبلغ 2.72.
بلغ العمر الوسطي للسكان 46.3 عاماً. وكانت نسبة 18.8% من القاطنين تحت سن الثامنة عشر، وكانت نسبة 5% بين الثامنة عشر والرابعة والعشرين عاماً، ونسبة 24.8% كانت واقعةً في الفئة العمرية ما بين الخامسة والعشرين والرابعة والأربعين عاماً، ونسبة 25.4% كانت ما بين الخامسة والأربعين والرابعة والستين، ونسبة 26% كانت ضمن فئة الخامسة والستين عاماً فما فوق. يوجد لكل 100 أنثى 84.4 ذكر، ويوجد لكل 100 أنثى في الثامنة عشر من عمرها فما فوق 78.3 ذكر.
بلغ متوسط دخل الأسرة في البلدة 36,750 دولارًا، أما متوسط دخل العائلة فبلغ 42,891 دولارًا. وكان متوسط دخل الذكور 28,854 دولارًا مقابل 21,964 دولارًا للإناث. وسجل دخل الفرد الخاص بالبلدة 19,115 دولارًا. وكانت نسبة 8.3% من العائلات ونسبة 12.5% من السكان تحت خط الفقر، وكان من هؤلاء نسبة 13.4% تحت سن الثامنة عشر ونسبة 12.6% في الخامسة والستين من العمر وما فوق.

### تعداد عام 2010
بلغ عدد سكان أونلي 516 نسمة بحسب تعداد عام 2010، وبلغ عدد الأسر 217 أسرة وعدد العائلات 140 عائلة مقيمة في البلدة. في حين سجلت الكثافة السكانية 246.9 نسمة لكل كيلومتر مربع (639.5/ميل2). وبلغ عدد الوحدات السكنية 288 وحدة بمتوسط كثافة قدره 137.8 لكل كيلومتر مربع (356.9/ميل2).
وتوزع التركيب العرقي للبلدة بنسبة 73.45% من البيض و16.67% من الأمريكيين الأفارقة و0.39% من الأمريكيين الأصليين و0.78% من الأمريكيين ذوي الأصول الآسيوية و6.59% من الأعراق الأخرى و2.13% من عرقين مختلطين أو أكثر و9.69% من الهسبانيون أو اللاتينيون من أي عرق.
بلغ عدد الأسر 217 أسرة كانت نسبة 24.9% منها لديها أطفال تحت سن الثامنة عشر تعيش معهم، وبلغت نسبة الأزواج القاطنين مع بعضهم البعض 53% من أصل المجموع الكلي للأسر، ونسبة 6.9% من الأسر كان لديها معيلات من الإناث دون وجود شريك،  بينما كانت نسبة 4.6% من الأسر لديها معيلون من الذكور دون وجود شريكة وكانت نسبة 35.5% من غير العائلات. تألفت نسبة 26.7% من أصل جميع الأسر من عدة أفراد يعيشون في نفس المنزل ونسبة 15.7% كانت تتألف من شخص يعيش بمفرده يبلغ من العمر 65 عاماً أو أكثر. وبلغ متوسط حجم الأسرة المعيشية 2.38، أما متوسط حجم العائلات فبلغ 2.86.
بلغ العمر الوسطي للسكان 48.6 عاماً. وكانت نسبة 17.2% من القاطنين تحت سن الثامنة عشر، وكانت نسبة 7% بين الثامنة عشر والرابعة والعشرين عاماً، ونسبة 20.7% كانت واقعةً في الفئة العمرية ما بين الخامسة والعشرين والرابعة والأربعين عاماً، ونسبة 33.3% كانت ما بين الخامسة والأربعين والرابعة والستين، ونسبة 21.7% كانت ضمن فئة الخامسة والستين عاماً فما فوق. وتوزع التركيب الجنسي للسكان بنسبة 49% ذكور و51% إناث.